# Occultocythereis angusta
Occultocythereis angusta är en kräftdjursart som beskrevs av van den Bold 1963. Occultocythereis angusta ingår i släktet Occultocythereis och familjen Trachyleberididae. Inga underarter finns listade i Catalogue of Life.